# Xanthomixis
Genre
Le genre Xanthomixis comprend 4 espèces de passereaux de la famille des Bernieridae, endémique de Madagascar.

## Liste des espèces
Selon la classification de référence du Congrès ornithologique international (version 15.1, 2025) :
- Xanthomixis apperti (Colston, 1972) — Farifotra d'Appert
- Xanthomixis cinereiceps (Sharpe, 1881) — Farifotra à tête grise
- Xanthomixis zosterops (Sharpe, 1875) — Farifotra zostérops